# Rocca di Villalago
La Rocca medievale è una rocca, situata nel centro storico di Villalago, in provincia dell'Aquila, probabilmente di origine longobarda ed utilizzata anche come prigione.

## Storia

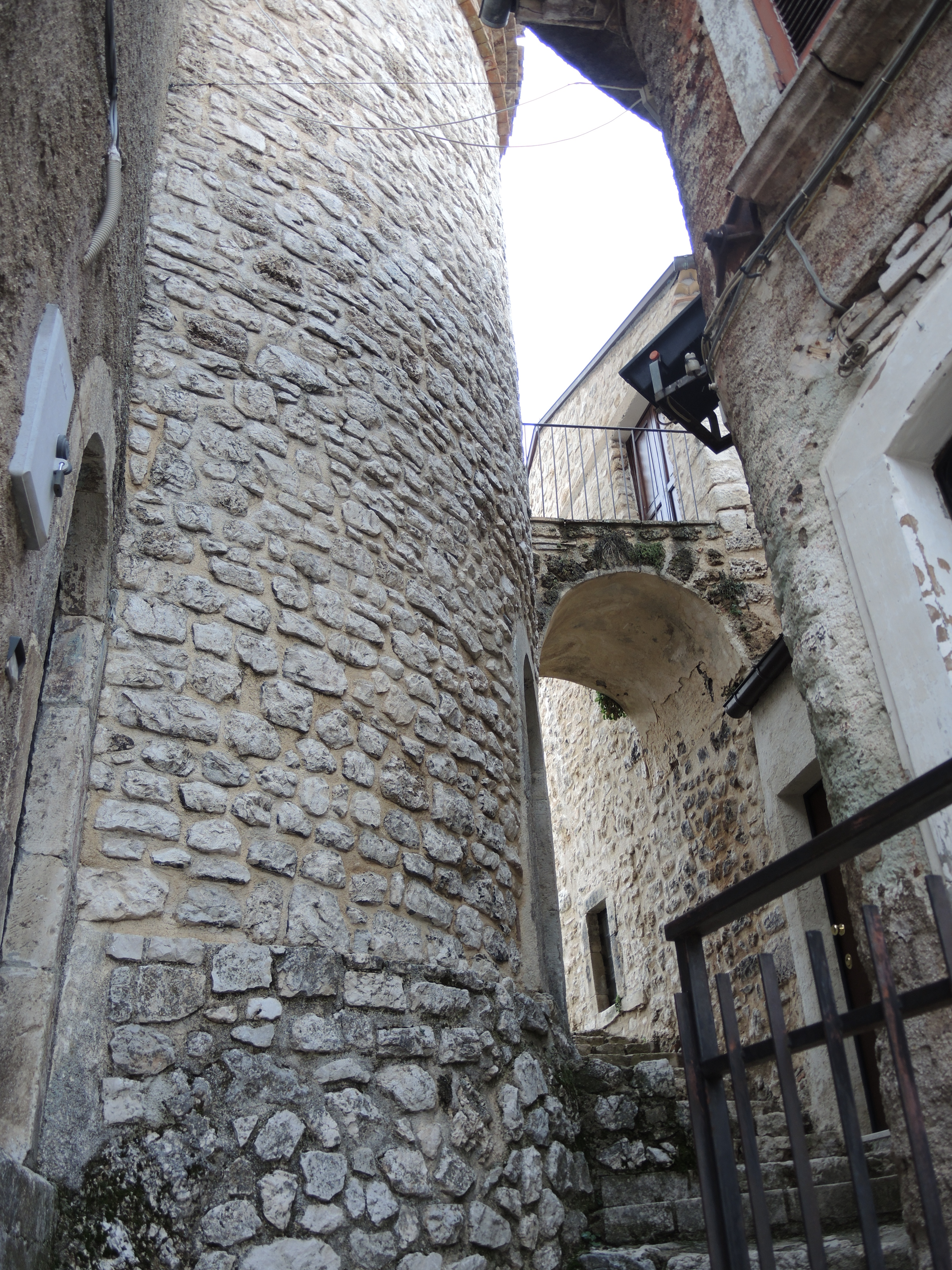
Torre

Costruita in posizione strategica su di un colle prospiciente sulla Valle del Sagittario aveva la funzione di difesa e di avvistamento. Attualmente in alcuni interni della rocca vi è il museo delle arti e tradizioni popolari di Villalago.
Strutturalmente constava di mura difensive e di un torrione-mastio cilindrico d'avvistamento alto una decina-dozzina di metri dotato di merlatura costruiti in stile romanico. Le mura difensive sono state parzialmente sostituite da case civili, oggi rimane il torrione-mastio in buono stato di conservazione.

## Descrizione

### Il Museo dei Mestieri della Rocca
Fu aperto nel 2003 nelle sale del palazzo Baronale. Si compone di alcune sale in cui sono esposti pannelli informativi e riproduzioni fedeli degli antichi mestieri del luogo. In particolare sono descritti i lavori del pastore e dei viaggi attraverso i tratturi abruzzesi. Successivamente sono elencati anche i mestieri del pescatore e del mugnaio.

### Palazzo baronale
Rappresenta il corpo principale della rocca, costruito nel Medioevo. Oggi ospita il museo elencato prima. La struttura è rettangolare ma in maniera irregolare, scandita in due livelli da un cornicione. Le finestre sono rettangolari.

### Torre medievale e Oratorio dell'Addolorata
La torre longobarda è la parte più antica della rocca intera. Ha una struttura circolare con copertura a capanna (simile ad una pagoda), ed ha piccole finestre per i turni di vedetta. Alla base rimangono ruderi di una seconda torre che sono stati trasformati in zona belvedere per il turismo. Anche la torre cilindrica tuttavia è visitabile.
Presso la torre rimangono anche i resti di una cappella gentilizia medievale, che combacia con il palazzo Baronale. L'oratorio della Madonna Addolorata è costruito intorno al Trecento e presenta tracce di affreschi.